# Жуковський Йосип Гаврилович
Йосип Гаврилович Жуковський (нар. 1890, село Бараші, тепер Новоград-Волинського району Житомирської області — убитий 3 лютого 1930, хутір Нальгієва Інгушської автономної області, тепер Республіка Інгушетія, Російська Федерація) — український радянський діяч, відповідальний секретар Полтавського губкому КП(б)У, відповідальний секретар Зінов'ївського окружкому КП(б)У. Член ЦК КП(б)У в травні 1924 — листопаді 1927 року.

## Біографія
Народився в родині робітника порцелянового заводу. Здобув домашню освіту. У 1905 році брав участь в революційних виступах робітників-друкарів міст Одеси і Миколаєва. Декілька раз арештовувався поліцією в Одесі за участь в робітничих демонстраціях.
Член РСДРП(б) з 1909 року.
З 1914 по 1916 рік служив рядовим дисциплінарного батальйону російської імператорської армії.
З 1916 по 1917 рік працював робітником-слюсарем, обирався членом лікарняної каси Трубного заводу міста Катеринослава. Партійний псевдонім — Мирон Трубний. Вів підпільну більшовицьку роботу серед робітників Брянського заводу.
У 1917 році — член Катеринославського комітету РСДРП(б), член Катеринославської Ради робітничих депутатів. З квітня по серпень 1917 року — секретар фабричного комітету Трубного заводу міста Катеринослава. У серпні 1917 — березні 1918 року — голова Катеринославської Спілки металістів. Брав участь в організації катеринославської більшовицької газети «Звезда». Активний учасник підготовки і проведення Катеринославського збройного повстання у грудні 1917 року.
У 1918 році перебував на підпільній партійній роботі в місті Одесі, був членом Одеського підпільного комітету РКП(б). Арештовувався гетьманською владою, але був звільнений.
У листопаді 1918 — квітні 1919 року — співробітник ЦК КП(б) України. У квітні — червні 1919 року — голова губернської ради профспілок.
З липня 1919 по січень 1920 року служив у Червоній армії. Був членом колегії і тво.завідувача особливого відділу 13-ї армії РСЧА.
З січня по березень 1920 року — голова Юзівського повітового революційного комітету Катеринославської губернії, одночасно з 21 січня по лютий 1920 року — голова Юзівської повітової надзвичайної комісії (ЧК).
У 1920 році — секретар Полтавського губернського комітету КП(б)У; заступник відповідального секретаря ЦК КП(б)У.
У березні 1921 — березні 1922 року — завідувач відділу агітації і пропаганди Одеського губернського комітету КП(б)У. З березня 1922 по березень 1923 року — відповідальний секретар повітового комітету КП(б)У, з березня по серпень 1923 року — відповідальний секретар окружного комітету КП(б)У. Працював секретарем Шахтинського міського комітету РКП(б).
У травні 1924 — березні 1925 року — відповідальний секретар Полтавського губернського комітету КП(б)У.
У березні 1925 — травні 1926 року — відповідальний секретар Зінов'ївського окружного комітету КП(б)У.
З травня 1926 по квітень 1928 року — відповідальний інструктор ЦК ВКП(б). З травня 1928 року — відповідальний секретар Ташкентського окружного комітету КП(б) Узбекистану.
З 1928 року — інструктор Північно-Кавказького крайового комітету ВКП(б). З червня 1929 року — завідувач земельного управління Ставропольського округу. Проводив заходи із суцільної колективізації в Інгушській автономній області Північно-Кавказького краю. Убитий заможними селянами. Похований на Братському цвинтарі Ростова-на-Дону.